# Thomas Frei (Radsportler)
Thomas Frei (* 19. Januar 1985) ist ein ehemaliger Schweizer Radrennfahrer.

## Werdegang
Thomas «Thömu» Frei wurde 2002 Schweizer Juniorenmeister im Strassenrennen. Als U23-Fahrer gewann er 2006 die Schweizer Bergmeisterschaft.
2007 wechselte er zum kasachischen ProTeam Astana. Von 2009 bis zu seiner Entlassung im April 2010 war Frei beim schweizerisch-amerikanischen BMC Racing Team unter Vertrag. Im April 2012 gab er sein Comeback beim dänischen Team Christina Watches-Onfone. Er verliess das Team im gleichen Jahr und beendete seine Radsportkarriere.

### Dopingsperre 2010
Im April 2010 wurde bekannt, dass Frei die Einnahme des Blutdopingmittels EPO in einer A-Probe nachgewiesen werden konnte. 
Frei gab darauf den Gebrauch von Doping zu und verzichtete auf die Öffnung der B-Probe; das BMC Racing Team trennte sich von ihm. Nach eigenen Angaben konsumierte Frei erstmals 2009 EPO.
Im Juni 2010 verurteilte die Disziplinarkammer von Swiss Olympic Frei zu einer zweijährigen Sperre und einer Geldstrafe in Höhe von 1500 Franken. Die Forderung nach einer höheren Strafe der «Stiftung Antidoping Schweiz» wurde von Swiss Olympic abgelehnt.

### Berufliches
Seit Anfang 2013 ist er beim Immobilienunternehmen Dominium AG als Geschäftsführer tätig.

## Erfolge
2002
- Schweizer Meisterschaft – Strasse (Junioren)

2006
- Schweizer Meisterschaft – Zeitfahren (U23)
- Schweizer Meisterschaft – Berg (U23)

2009
- eine Etappe Grand Prix Tell

2012
- Mannschaftszeitfahren Tour of China I[7]

## Teams
- 2007 Astana
- 2008 Astana
- 2009 BMC Racing Team
- 2010 BMC Racing Team (bis 31.08.)
- 2012 Christina Watches-Onfone (ab 11.05.)